# 초분자화학
초분자화학(supramolecular chemistry)은 여러 분자가 모여서 이루어진 초분자의 성질과, 분자간 힘을 연구하는 화학 분야이다.
초분자화학은 불연속적인 수의 분자로 구성된 화학 시스템에 관한 화학 분야를 말한다. 시스템의 공간 구성을 담당하는 힘의 강도는 약한 분자간 힘, 정전기 전하 또는 수소 결합에서 강한 공유 결합에 이르기까지 다양하며, 전자 결합 강도가 구성 요소의 에너지 매개변수에 비해 작게 유지되는 경우 제공된다. 전통적인 화학이 공유 결합에 집중하는 반면, 초분자 화학은 분자 사이의 약하고 가역적인 비공유 상호 작용을 조사한다. 이러한 힘에는 수소 결합, 금속 배위, 소수성 힘, 반 데르 발스 힘, 파이-파이 상호 작용 및 정전기 효과가 포함된다.
초분자화학에 의해 발전된 중요한 개념에는 분자 자기 조립, 분자 폴딩, 분자 인식, 호스트-게스트 화학, 기계적으로 연동된 분자 구조 및 동적 공유 화학이 포함된다. 비공유 상호작용에 대한 연구는 구조와 기능을 위해 이러한 힘에 의존하는 많은 생물학적 과정을 이해하는 데 매우 중요하다. 생물학적 시스템은 종종 초분자 연구의 영감이 된다.

## 같이 보기
- 유기화학
- 나노 기술